# Friedrich Hahn (Geograph)
Friedrich Gustav Hahn (* 3. März 1852 in Glauzig; † 5. Februar 1917 in Königsberg i. Pr.) war ein deutscher Geograph und Hochschullehrer.

## Leben
Sein Abitur legte er 1871 an der Thomasschule zu Leipzig ab.
Hahn lehrte nach seiner Habilitation (1879) als Privatdozent an der Universität Leipzig und seit 1885 als außerordentlicher Professor an der Albertus-Universität Königsberg. 1886 wurde er zum o. Professor für Geographie in Königsberg ernannt. 1899/1900 war er Rektor der Universität Königsberg.
Hahn befasste sich vor allem mit Siedlungsgeographie und Verkehrsgeographie. Er durchreiste Afrika mehrere Male. Er ist auch bekannt als Verfasser des Werkes Afrika der Allgemeinen Länderkunde. Ab 1905 war Hahn Vorsitzender der Zentralkommission für wissenschaftliche Landeskunde Deutschlands. Im Geographischen Jahrbuch berichtete er 20 Jahre lang über Afrika und Australien.
Die Berggruppe Hahnfjella auf Spitzbergen ist nach Friedrich Hahn benannt.

## Werke
- Untersuchungen über das Aufsteigen und Sinken der Küsten. Ein Beitrag zur allgemeinen Erdkunde. Leipzig 1879.
- Afrika (Leipzig 1901, 1906; Band von Sievers’ Allgemeinen Länderkunde)

## Porträt
- Fotografie von G.[eorg] Brokesch, Leipzig, Kabinettformat (?), rückwärtig handschriftlicher Lebenslauf für die Société de Géographie, Paris, datiert 16.5.84, (Bibliothèque nationale de France, bnf)